# Geoffrey Curran
Pour les articles homonymes, voir Curran.
Geoffrey Curran, né le 20 octobre 1995 à Tustin (Californie), est un coureur cycliste américain.

## Biographie
Geoffrey Curran naît le 20 octobre 1995 à Tustin (Californie) aux États-Unis.
Il est recruté par l'équipe Bissell Development en avril 2014.

## Palmarès
- 2012[1]
  - International 3-Etappen-Rundfahrt der Rad-Junioren : 
    - Classement général
    - 1re étape (contre-la-montre)

  - 4e étape du Grand Prix Rüebliland
  - 3e du Tour de l'Abitibi
- 2013
  - 2e étape du Tour of the Gila amateurs
  - Tour du Pays de Vaud :
    - Classement général
    - 2ea étape

  - 2e du Trofeo Karlsberg
- 2015
  - 3e du Giro del Belvedere
- 2016
  -  Champion des États-Unis sur route espoirs
  -  Champion des États-Unis du contre-la-montre espoirs
  - 1re étape de l'Olympia's Tour (contre-la-montre par équipes)
  - 7e du championnat du monde du contre-la-montre espoirs

## Classements mondiaux
| Année            | 2015 | 2016  | 2017 |
| ---------------- | ---- | ----- | ---- |
| UCI Europe Tour  | 638e | 1561e |      |
| UCI Asia Tour    |      | 197e  |      |
| UCI America Tour |      |       | 265e |